# Sabará
Sabará es un municipio brasileño del estado de Minas Gerais. Según el censo del IBGE del año 2010, la población era de 126 219 habitantes.

## Topónimo
«Sabará» es la forma abreviada del término tupí tesáberabusu, que significa «ojos grandes y brillantes» (tesá , ojo + berab , brillante + usu , grande), en referencia a las pepitas de oro que se encontraron en la región.

## Historia
Sabará tiene su origen en la formación de un campamento de bandeirantes a finales del siglo XVII. El pueblo creció y en 1707 se creó la parroquia, que fue elevada a ciudad. Posteriormente, el pueblo se convirtió en municipio, en 1711, con el nombre de Vila Real de Nossa Senhora da Conceição do Sabará. En 1838, Sabará se convirtió en ciudad.
La historia de Sabará está ligada al descubrimiento de oro en la región, entonces conocida como Sabarabuçu, a finales del siglo XVII. Borba Gato fue un explorador paulistano de gran importancia en este proceso, ya que fue el descubridor de oro en las orillas del Río das Velhas. Poco después del descubrimiento, Borba Gato fue el encargado de controlar las minas, enviando los debidos impuestos a la Corona portuguesa. Era yerno del compañero explorador Fernão Dias. Hoy en día, la versión que prevalece es que cuando el explorador paulista llegó allí, ya había encontrado una villa y que el centro urbano que creó fue, en realidad, Santo Antônio do Bom Retiro da Roça Grande, que se encuentra justo antes de la entrada a Sabará, al otro lado del río das Velhas.